# Dubovské lúky
Dubovské lúky jsou přírodní rezervace v katastrálním území obce Zázrivá v okrese Dolný Kubín v Žilinském kraji na Slovensku. Území bylo vyhlášeno  v roce 1980 a jeho rozloha je 16,03 hektaru. Předmětem ochrany jsou mezofilní a zamokřené louky, které jsou jedinou lokalitou v ochranném pásmu národního parku Malá Fatra, na níž roste upolín evropský (Trollius europaeus).